# Burgate
Burgate is een civil parish in het bestuurlijke gebied Mid Suffolk, in het Engelse graafschap Suffolk met 160 inwoners.